# Clemens Åhfeldt
Oskar Clemens Pontus Åhfeldt (16. november 1860 - 1941) var en svensk hofprædikant og lektor. Åhfelt var en anset, moderne teolog (kandidat 1886, doktor 1917), påvirket af Viktor Rydberg og Pontus Wikner, hvilket bl.a. fremgår af hans »Predikningar i Stockholms Slottskapell« (1912). Åhfelt betragtedes desuden som en fremragende pædagog og varmhjertet ungdomsven. 1892-1908 var han religionslærer for Gustaf V's sønner. 